# Un coup de rouge
Pour plus de détails, voir Fiche technique et Distribution.
Un coup de rouge est un film français réalisé par Gaston Roudès, sorti en 1937.

## Fiche technique
- Titre : Un coup de rouge
- Réalisation : Gaston Roudès
- Scénario : René Dorin et Saint-Granier, d'après leur opérette
- Photographie : Jacques Montéran et Roger Montéran
- Décors : Raymond Tournon
- Musique : Max d'Yresme et Vincent Scotto
- Société de production : Cinéproduction
- Pays d'origine :  France
- Genre : Comédie
- Format :  Noir et blanc - 1,37:1 - 35 mm - son mono
- Durée : 87 minutes
- Date de sortie : France - 10 novembre 1937

## Distribution
- Pauley
- René Dorin
- Saint-Granier
- Parisys
- Davia
- Edmond Roze
- Colette Brosset